# スルーセブンシーズ
スルーセブンシーズ（欧字名:Through Seven Seas、2018年4月8日 - ）は、日本の競走馬。2023年の中山牝馬ステークスの勝ち馬である。
馬名の意味は、七つの海を越えて。父名、姉名（パッシングスルー）より連想。世界中での活躍を願って。

## 戦績

### 2歳 - 4歳（2020年 - 2022年）
一口馬主法人キャロットファームから総額1,800万円（一口45,000円×400口）で募集された。
2020年9月19日、中山競馬場第5レースの2歳新馬戦（芝1800m）で、鞍上クリストフ・ルメールにてデビューし勝利。
明け3歳は3月28日の1勝クラス・ミモザ賞で2勝目を挙げた。初の重賞・初のGI挑戦で出走した5月23日の優駿牝馬は9着。9月11日の紫苑ステークスは道中中団に控え、直線内から馬群の間を抜け出し2着に好走。姉パッシングスルーに続く姉妹制覇はならなかったものの、秋華賞の優先出走権を手にした。10月17日の秋華賞本番は終盤失速し11着大敗に終わる。
4歳シーズンは3月6日の3勝クラス・湾岸ステークスで5か月ぶりにレースに復帰。6月19日のマーメイドステークスは単勝2番人気に支持されたが、見せ場なく10着に沈んだ。8月20日の3勝クラス・日本海ステークスで2着に敗れた後は再び休養に入った。

### 5歳（2023年）
1月21日の3勝クラス・初富士ステークスで約5か月ぶりにレースに復帰。道中は折り合い良く中団を追走し、直線で鋭い末脚を繰り出して先行各馬を差し切りゴール。約1年10か月ぶりの勝利を飾るとともに、オープン入りを果たした。
3月11日の中山牝馬ステークスは道中中団で脚をため、直線外に持ち出して先頭へ。最後は内で食い下がるストーリアに対して1と1/4馬身差をつけ、前走の初富士ステークスから2連勝での重賞初制覇を飾った。
6月25日、2年前に出走した秋華賞以来のGI挑戦となる宝塚記念に出走。ルメールはイクイノックスに騎乗したため、池添謙一との新コンビで臨んだ。道中は最後方に控え、抜群の手ごたえで4コーナーを回った。直線で前が詰まって内に切り替えるロスがあったものの、そこから上り最速の末脚で勝ち馬イクイノックスにクビ差まで肉薄し、10番人気の低評価を覆す2着に好走した。
10月1日、鞍上をルメールに戻して、かねてより参戦を表明していた凱旋門賞に出走。道中は後方に控えると、直線では馬群を縫うように脚を伸ばし、日本調教馬としては2013年のオルフェーヴル・キズナ（2着・4着）以来の掲示板入りとなる4着に入った。この4着という結果は、日本の牝馬としては2014年のハープスター（6着）を上回る最高成績となった。
その後12月24日の有馬記念に臨んだが12着と大敗。その翌日に左トモ脚の管に腫れが見られ、レントゲン検査を実施したところ、第4中足骨の骨折が判明。半年近くの休養が必要と診断されたことから、このレースを最後に現役引退、繁殖入りが決定した。12月27日付でJRAの競走馬登録を抹消された。

## 競走成績
以下の内容は、netkeiba.com、JBISサーチおよびFrance Galopの情報に基づく。
| 競走日     | 競馬場         | 競走名       | 格   | 距離（馬場）  | 頭 数 | 枠 番 | 馬 番 | オッズ （人気） | 着順 | タイム （上り3F） | 着差  | 騎手        | 斤量 [kg] | 1着馬（2着馬）         | 馬体重 [kg] |
| ---------- | -------------- | ------------ | ---- | ------------- | ----- | ----- | ----- | --------------- | ---- | ----------------- | ----- | ----------- | --------- | ---------------------- | ----------- |
| 2020.09.19 | 中山           | 2歳新馬      |      | 芝1800m（良） | 15    | 3     | 4     | 003.20（1人）   | 01着 | R1:52.5（34.9）   | -0.2  | 0C.ルメール | 54        | （インナリオ）         | 426         |
| 2021.01.05 | 中山           | 3歳1勝クラス |      | 芝2000m（良） | 11    | 3     | 3     | 004.10（3人）   | 03着 | R2:01.5（35.3）   | -0.2  | 0戸崎圭太   | 54        | ワンデイモア           | 446         |
| 0000.03.28 | 中山           | ミモザ賞     | 1勝  | 芝2000m（重） | 10    | 8     | 10    | 002.50（1人）   | 01着 | R2:03.4（35.7）   | -0.4  | 0C.ルメール | 54        | （スウィートブルーム） | 434         |
| 0000.05.23 | 東京           | 優駿牝馬     | GI   | 芝2400m（良） | 18    | 1     | 2     | 038.30（9人）   | 09着 | R2:25.2（34.9）   | -0.7  | 0戸崎圭太   | 55        | ユーバーレーベン       | 428         |
| 0000.09.11 | 中山           | 紫苑S        | GIII | 芝2000m（良） | 18    | 1     | 1     | 010.20（4人）   | 02着 | R1:58.5（34.3）   | -0.3  | 0大野拓弥   | 54        | ファインルージュ       | 430         |
| 0000.10.17 | 阪神           | 秋華賞       | GI   | 芝2000m（良） | 16    | 1     | 1     | 030.20（7人）   | 11着 | R2:02.3（37.1）   | -1.1  | 0大野拓弥   | 55        | アカイトリノムスメ     | 430         |
| 2022.03.06 | 中山           | 湾岸S        | 3勝  | 芝2200m（良） | 16    | 7     | 13    | 004.80（2人）   | 03着 | R2:12.5（35.2）   | -0.1  | 0横山武史   | 54        | キングオブドラゴン     | 452         |
| 0000.06.19 | 阪神           | マーメイドS  | GIII | 芝2000m（良） | 16    | 1     | 1     | 006.70（2人）   | 10着 | R1:59.6（35.3）   | -1.3  | 0秋山真一郎 | 52        | ウインマイティー       | 446         |
| 0000.08.20 | 新潟           | 日本海S      | 3勝  | 芝2200m（稍） | 13    | 7     | 10    | 004.80（3人）   | 02着 | R2:14.4（34.5）   | -0.0  | 0戸崎圭太   | 55        | ロバートソンキー       | 454         |
| 2023.01.21 | 中山           | 初富士S      | 3勝  | 芝2000m（稍） | 14    | 4     | 6     | 006.20（2人）   | 01着 | R2:01.0（35.1）   | -0.2  | 0T.バシュロ | 56        | （ルドヴィクス）       | 444         |
| 0000.03.11 | 中山           | 中山牝馬S    | GIII | 芝1800m（良） | 14    | 5     | 8     | 003.70（2人）   | 01着 | R1:46.5（33.8）   | -0.2  | 0C.ルメール | 54        | （ストーリア）         | 448         |
| 0000.06.25 | 阪神           | 宝塚記念     | GI   | 芝2200m（良） | 17    | 3     | 6     | 055.7（10人）   | 02着 | R2:11.2（34.6）   | -0.0  | 0池添謙一   | 56        | イクイノックス         | 446         |
| 0000.10.01 | パリロンシャン | 凱旋門賞     | G1   | 芝2400m（BS） | 15    | 5     | 9     | 022.00（8人）   | 04着 | 02:25.94（33.30） | -0.44 | 0C.ルメール | 58        | Ace Impact             | 計不        |
| 0000.12.24 | 中山           | 有馬記念     | GI   | 芝2500m（良） | 16    | 8     | 15    | 006.50（3人）   | 12着 | R2:31.8（35.4）   | -0.9  | 0池添謙一   | 56        | ドウデュース           | 456         |

- 海外の競走の「枠番」欄はゲート番を記載
- 海外のオッズ・人気は現地主催者発表のもの（日本式のオッズ表記とした）

## 血統表
| スルーセブンシーズの血統                     | スルーセブンシーズの血統                        | スルーセブンシーズの血統           | （血統表の出典）                   | （血統表の出典）  |
| 父系                                         | サンデーサイレンス系（ヘイロー系）              | サンデーサイレンス系（ヘイロー系） | サンデーサイレンス系（ヘイロー系） |                   |
| 父 ドリームジャーニー 2004 鹿毛 北海道白老町 | 父の父ステイゴールド 1994 黒鹿毛 北海道白老町   | *サンデーサイレンス                | Halo                               | Halo              |
| 父 ドリームジャーニー 2004 鹿毛 北海道白老町 | 父の父ステイゴールド 1994 黒鹿毛 北海道白老町   | *サンデーサイレンス                | Wishing Well                       |                   |
| 父 ドリームジャーニー 2004 鹿毛 北海道白老町 | 父の父ステイゴールド 1994 黒鹿毛 北海道白老町   | ゴールデンサッシュ                 | *ディクタス                        | *ディクタス       |
| 父 ドリームジャーニー 2004 鹿毛 北海道白老町 | 父の父ステイゴールド 1994 黒鹿毛 北海道白老町   | ゴールデンサッシュ                 | ダイナサッシュ                     |                   |
| 父 ドリームジャーニー 2004 鹿毛 北海道白老町 | 父の母オリエンタルアート 1997 栗毛 北海道白老町 | メジロマックイーン                 | メジロティターン                   | メジロティターン  |
| 父 ドリームジャーニー 2004 鹿毛 北海道白老町 | 父の母オリエンタルアート 1997 栗毛 北海道白老町 | メジロマックイーン                 | メジロオーロラ                     |                   |
| 父 ドリームジャーニー 2004 鹿毛 北海道白老町 | 父の母オリエンタルアート 1997 栗毛 北海道白老町 | エレクトロアート                   | *ノーザンテースト                  | *ノーザンテースト |
| 父 ドリームジャーニー 2004 鹿毛 北海道白老町 | 父の母オリエンタルアート 1997 栗毛 北海道白老町 | エレクトロアート                   | *グランマスティーヴンス            |                   |
| 母 マイティースルー 2006 芦毛 北海道安平町   | 母の父*クロフネ 1998 芦毛 アメリカ              | *フレンチデピュティ                | Deputy Minister                    | Deputy Minister   |
| 母 マイティースルー 2006 芦毛 北海道安平町   | 母の父*クロフネ 1998 芦毛 アメリカ              | *フレンチデピュティ                | Mitterand                          |                   |
| 母 マイティースルー 2006 芦毛 北海道安平町   | 母の父*クロフネ 1998 芦毛 アメリカ              | *ブルーアヴェニュー                | Classic Go Go                      | Classic Go Go     |
| 母 マイティースルー 2006 芦毛 北海道安平町   | 母の父*クロフネ 1998 芦毛 アメリカ              | *ブルーアヴェニュー                | Eliza Blue                         |                   |
| 母 マイティースルー 2006 芦毛 北海道安平町   | 母の母*スルーオール 1990 鹿毛 アメリカ          | Seattle Slew                       | Bold Reasoning                     | Bold Reasoning    |
| 母 マイティースルー 2006 芦毛 北海道安平町   | 母の母*スルーオール 1990 鹿毛 アメリカ          | Seattle Slew                       | My Charmer                         |                   |
| 母 マイティースルー 2006 芦毛 北海道安平町   | 母の母*スルーオール 1990 鹿毛 アメリカ          | Over All                           | Mr. Prospector                     | Mr. Prospector    |
| 母 マイティースルー 2006 芦毛 北海道安平町   | 母の母*スルーオール 1990 鹿毛 アメリカ          | Over All                           | Full Tigress                       |                   |
| 母系(F-No.)                                  | (FN:8-h)                                        | (FN:8-h)                           | (FN:8-h)                           | [ § 2 ]           |
| 5代内の近親交配                              | ノーザンテースト：5×4（父内）                   | ノーザンテースト：5×4（父内）      | ノーザンテースト：5×4（父内）      | [ § 3 ]           |
| 出典                                         | 1. 2. 3.                                        | 1. 2. 3.                           | 1. 2. 3.                           | 1. 2. 3.          |

- 半姉に2019年紫苑ステークス勝ち馬のパッシングスルー（父ルーラーシップ）、半兄に2022年摂津盃勝ち馬のシェダル（父ゴールドアリュール）、半妹に2025年スパーキングレディーカップ勝ち馬のフェブランシェ（父リアルスティール）がいる。
- 3代母Over Allは米G1メイトロンステークス、スピナウェイステークス勝ち馬。
- そのほかの近親にトータルクラリティ（新潟2歳ステークス）。